# Pere Garcia de Benavarri
Pere Garcia de Benavarri o de Benabarre fou un pintor del gòtic català, oriünd de la vila aragonesa de Benavarri, capital del comtat de Ribagorça, a la segona meitat del segle xv. Està documentat a Saragossa, Benavarri, Barcelona, Lleida i Barbastre entre els anys 1445 i 1485. Va ser un dels principals pintors del gòtic a les terres de Lleida i la Franja. La seva importància dins del territori lleidatà va fer que se li dediqués un àmbit monogràfic dins de l'exposició permanent del Museu de Lleida.
Ha estat identificat amb el «mestre de Quirze», autor del retaule de Sant Quirze i santa Julita, de l'església de Sant Quirze del Vallès que actualment es conserva al museu Diocesà de Barcelona.

## Biografia
Format els anys quaranta del segle xv amb el pintor aragonès Blasco de Grañén a Saragossa, on s'hauria traslladat des de Benavarri per a fixar la seva residència. Blasco de Grañén era el pintor aragonès més destacat del moment i màxim representant del segon gòtic internacional d'aquell territori, en un moment d'un fort dinamisme creatiu impulsat per l'arquebisbe Dalmau de Mur.
El 2 de setembre de 1449, Pere Garcia va rebre l'encàrrec per a realitzar un retaule per 550 sous per a una comitent anomenada Inés. Era per a la localitat de "Villar", probablement Villar de los Navarros a pocs quilòmetres de Villarroya del Campo, una vil·la on va executar el retaule major de l'església parroquial. Aquests encàrrecs denoten que ja treballava de forma autònoma a la capital aragonesa.
Cap a 1450 es va traslladar a Benavarri, la seva ciutat nadiua. A partir d'aquell moment va treballar per a algunes localitats lleidatanes com Bellcaire d'Urgell. De l'església parroquial d'aquesta vila procedeix l'obra més coneguda de l'artista, una Mare de Déu i quatre àngels que mostra la signatura autògrafa de l'artista ("Pere Garcia de Benavarre ma pintat any..."; segons una font antiga la data desapareguda era "1450").
Seguidor de l'estil de Jaume Huguet, es traslladà de Benavarri a Barcelona l'any 1455, per a dirigir el taller de Bernat Martorell, contractat per la seva vídua i el seu fill, on es compromet a finalitzar les obres inacabades del taller i els contractes esdevenidors als cinc anys següents. D'aquesta època és el Retaule de Santa Clara i Santa Caterina que realitza l'any 1456 per a la catedral de Barcelona, i el retaule que es conserva al Museu Diocesà de Barcelona, dedicat a Sant Quirze i Santa Julita.
Aparentment no va finalitzar el seu compromís, ja que cap al 1459, va executar un retaule dedicat a Sant Vicenç Ferrer per al convent dels dominics de Cervera, finalitzat el 27 d'octubre de 1460, tal com es recull en una àpoca on figura com a habitant habitual de Benavarri. Alguns compartiments d'aquest retaule es conserven al Museu Nacional d'Art de Catalunya.
Fins al 1469 va continuar realitzant alguns treballs per a esglésies de Barbastre.
Es creu que a principi de la dècada del 1470 es traslladà a Lleida. D'aquesta etapa lleidatana destaca la realització d'un retaule per als dominics, per als quals ja havia treballat a Cervera, i que estaven restaurant el seu convent després de la guerra civil catalana, l'any 1472.
Es trasllada a Barbastre l'any 1483. En aquest any hi ha documentació del 26 de juliol i del 14 de setembre en què el pintor rep 1.001 i 1.500 sous respectivament, per a l'obra del retaule major de l'església del convent de Sant Francesc d'aquesta ciutat, i de nou en un altre document de 1485 es donen al pintor els 250 sous que restaven, per la qual cosa es creu que va ser en aquesta data quan es va acabar la construcció del retaule, que ha desaparegut.

## Obra

### Obra atribuïda
- Compartiment amb la Mare de Déu i quatre àngels, procedent de Bellcaire d'Urgell, que antigament mostrava la data de 1450. Presenta la signatura autògrafa de l'artista [enllaç a la fitxa de l'obra al web del MNAC.[5] Al Museu Goya de Castres (França) es conserven dos compartiments de retaule que van formar part del mateix conjunt.[11]
- Retaule de la Mare de Déu i sant Vicenç Ferrer de l'església del convent dels dominics de Cervera (Segarra), datat cap a 1455-1456. Al MNAC es conserva un compartiment la Mare de Déu Apocalíptica i sant Vicenç Ferrer amb dos donants[12] i al Musée des Arts Décoratifs de París es conserva un altre compartiment, la Professió de sant Vicenç.
- Retaule de l'església de Sant Joan de Lleida, conservat entre el MNAC i l'Isabella Steward Gardner Museum de Boston i diverses col·leccions particulars.[13]
- Entre 1450 i 1457 va pintar el Retaule de Peralta de la Sal, una obra co-realitzada amb Jaume Ferrer II de la que al MNAC es conserva els compartiments del carrer central, la Dormició de la Mare de Déu[14] i el Calvari.
- Cap al 1456 va finalitzar el Retaule de Sant Quirze i Santa Julita, una obra inacabada de Bernat Martorell que es conserva al Museu Diocesà de Barcelona.[7]
- El mateix any 1456 va acabar el Retaule de Santa Clara i Santa Caterina per a la capella del mateix nom de la catedral de Barcelona. Es tracta d'un encàrrec de Sança Ximenis de Cabrera que va començar Miquel Nadal entre 1453 i 1455 quan es trobava al front del taller del desaparegut Bernat Martorell. Nadal tan sols va fer la predel·la quan va abandonar el taller. La vídua de Martorell va contractar llavors Pere Garcia per substituir-lo i aquest va realitzar el cos del retaule.[6][15]

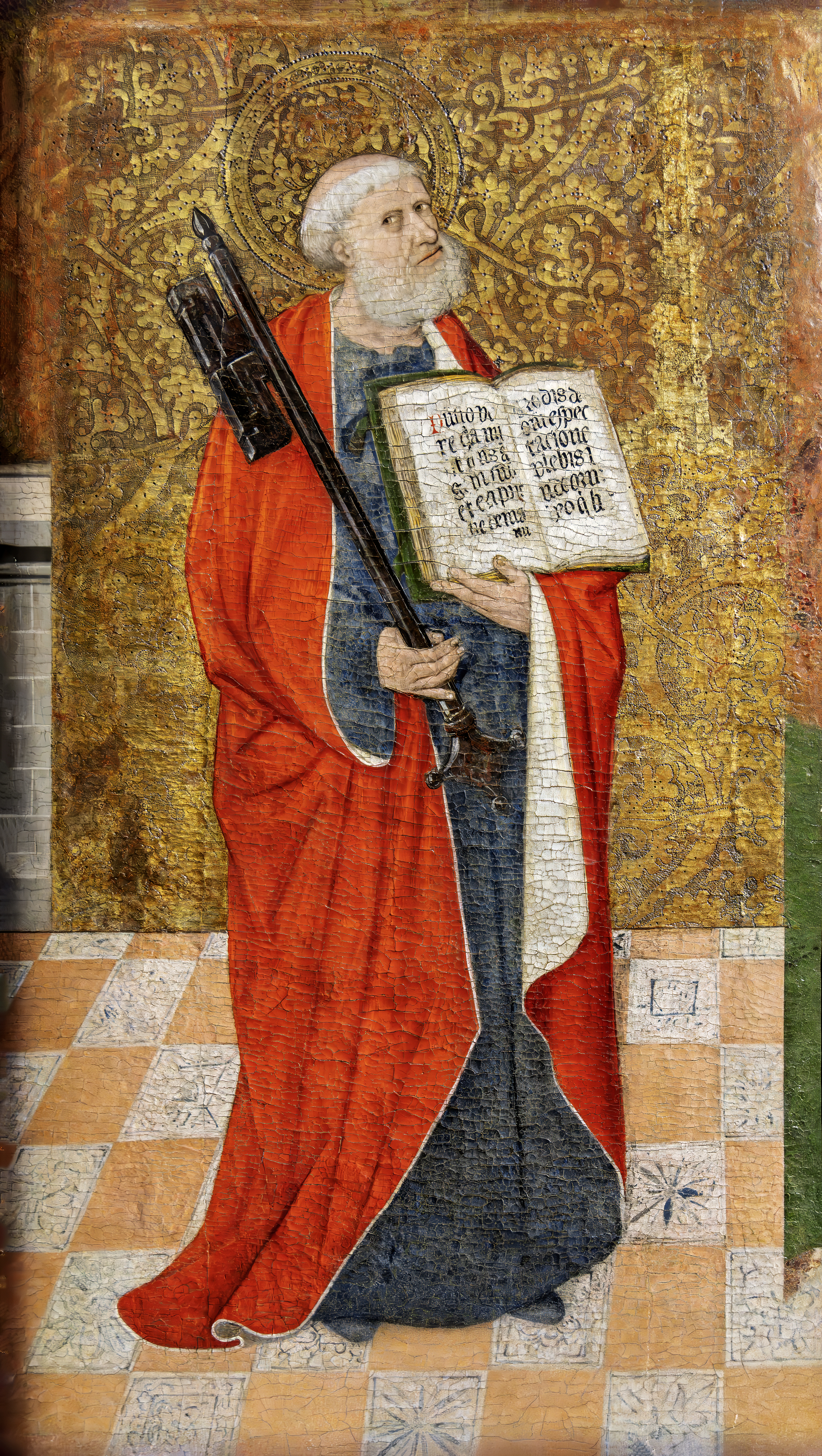
Sant Pere - Museu Goya
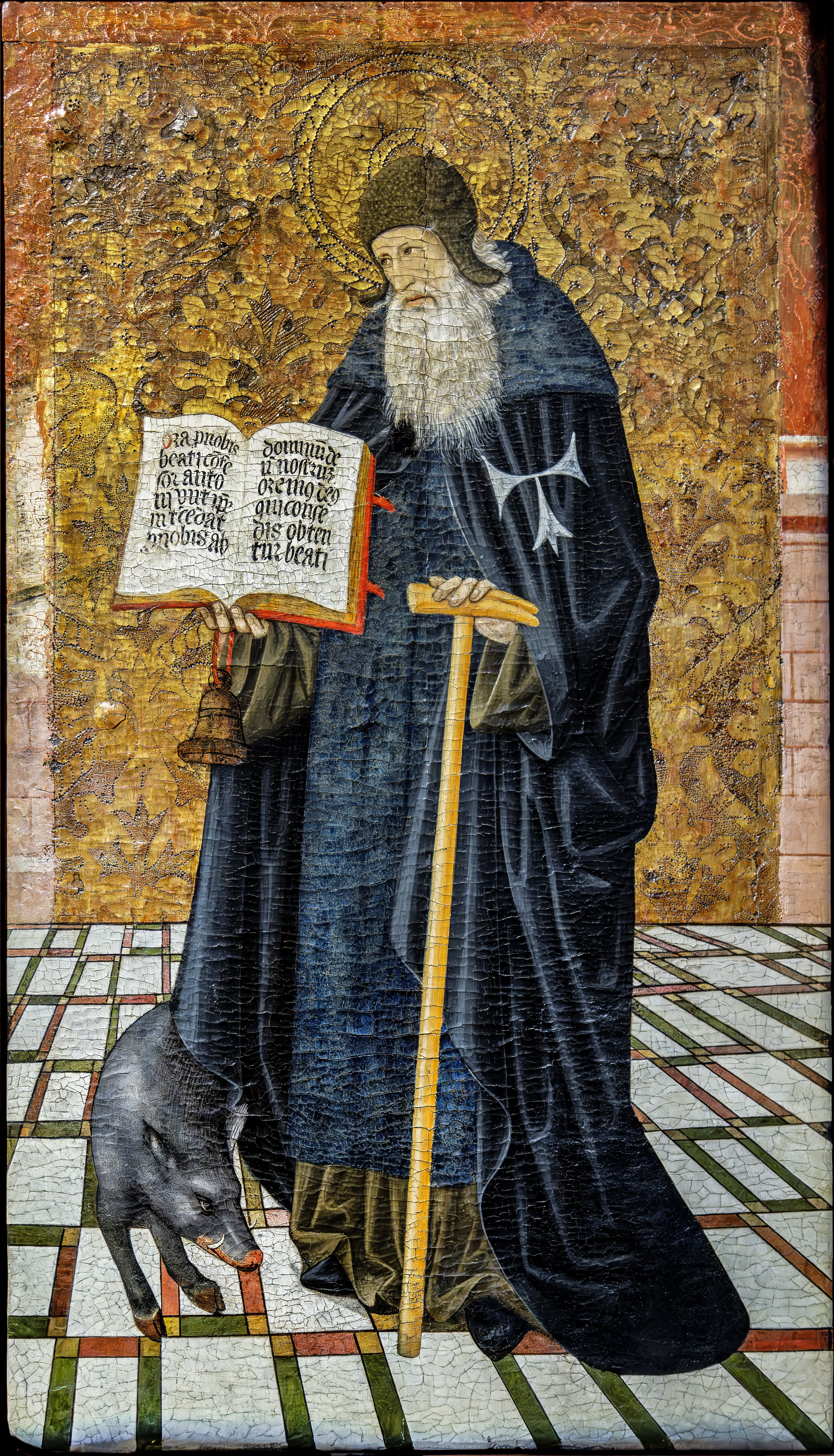
Antoni Abat - Museu Goya
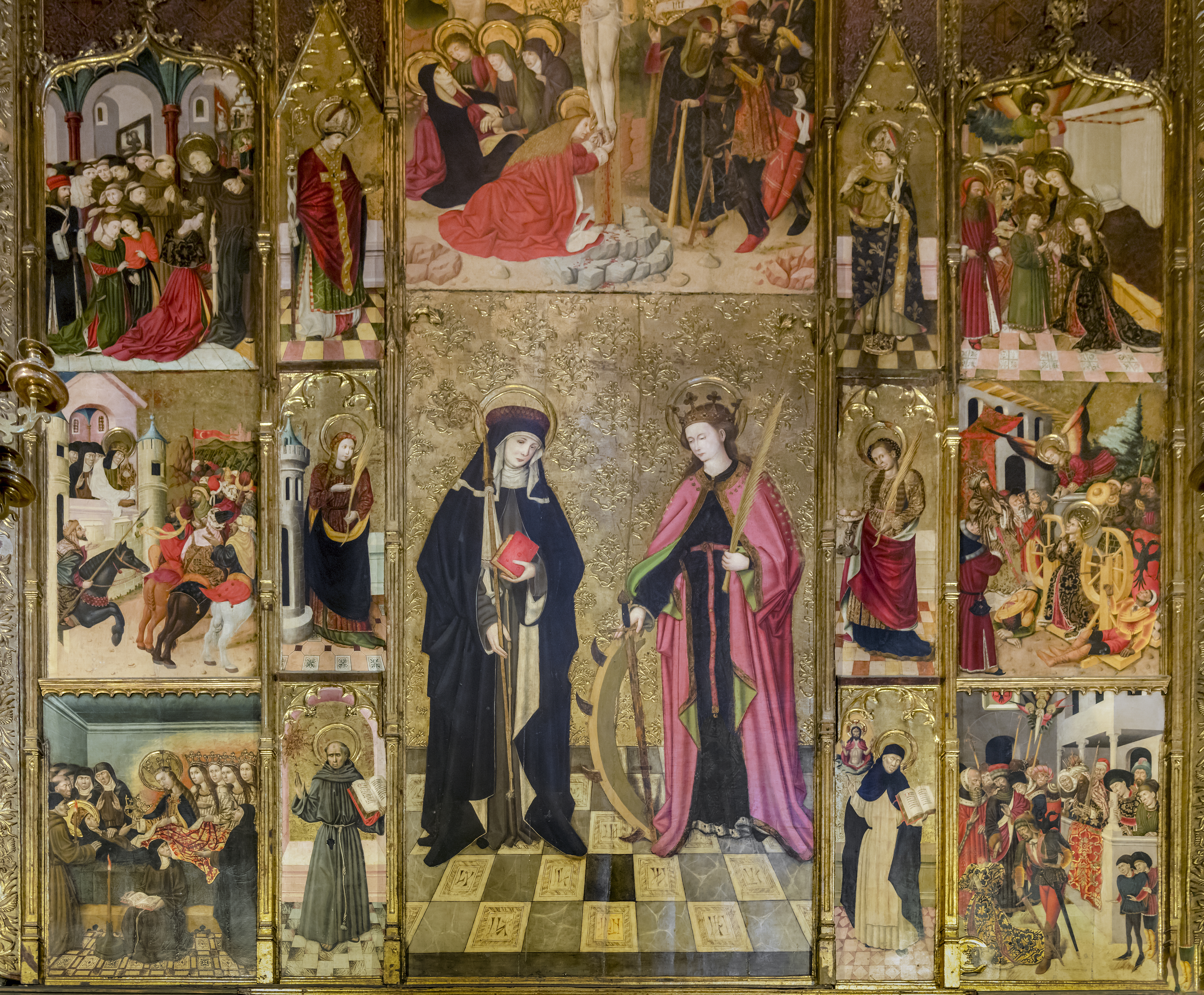
Retaule de Santa Clara i Santa Caterina, a la catedral de Barcelona
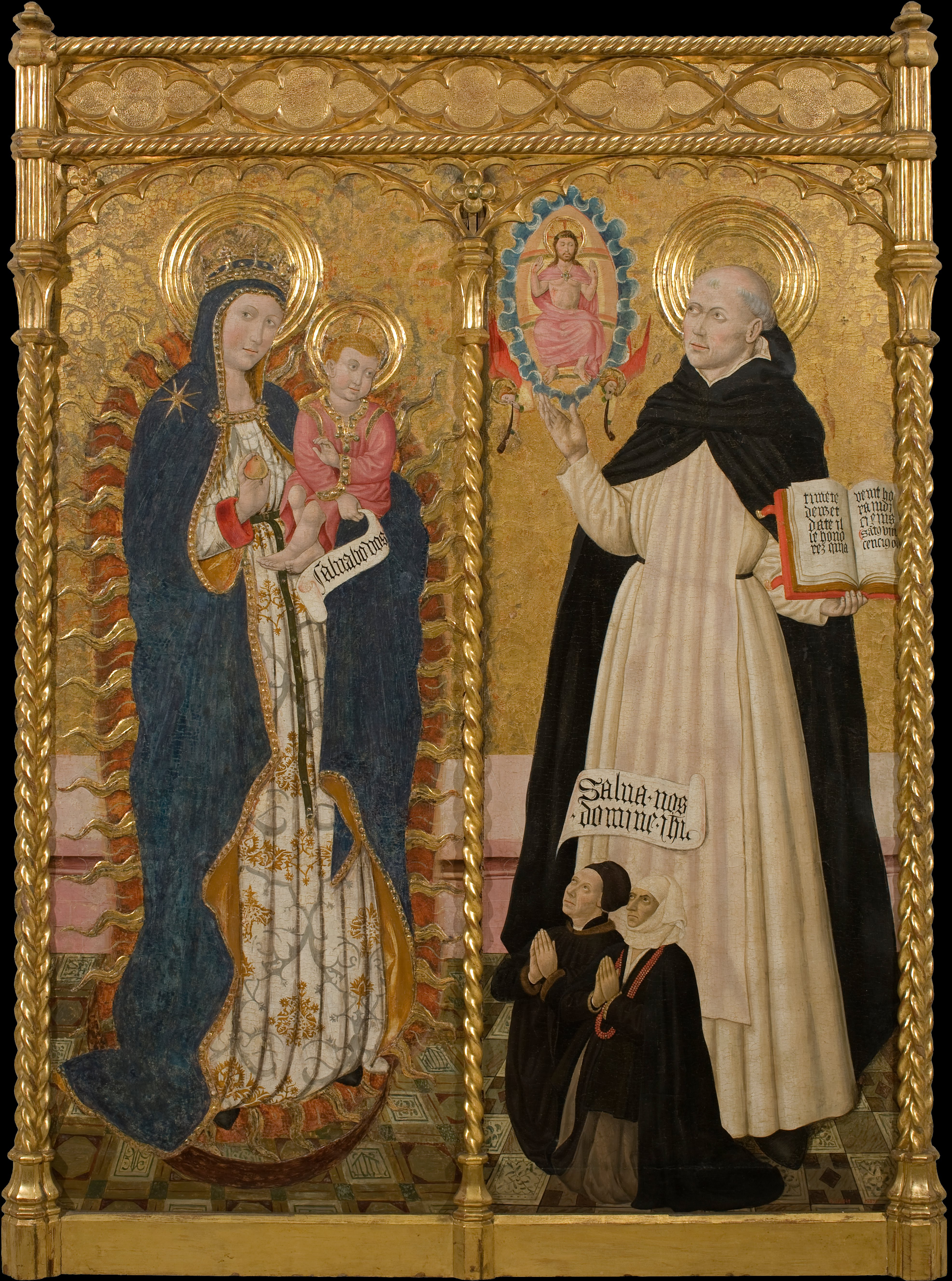
Mare de Déu Apocalíptica i sant Vicenç Ferrer amb dos donants, al MNAC
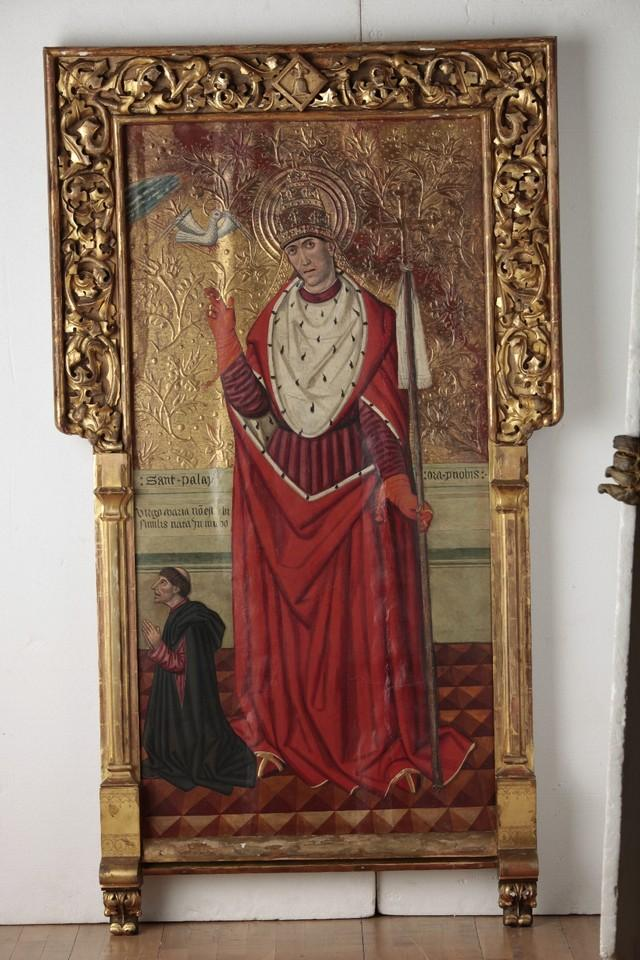
Sant Pelai, govern d'Aragó
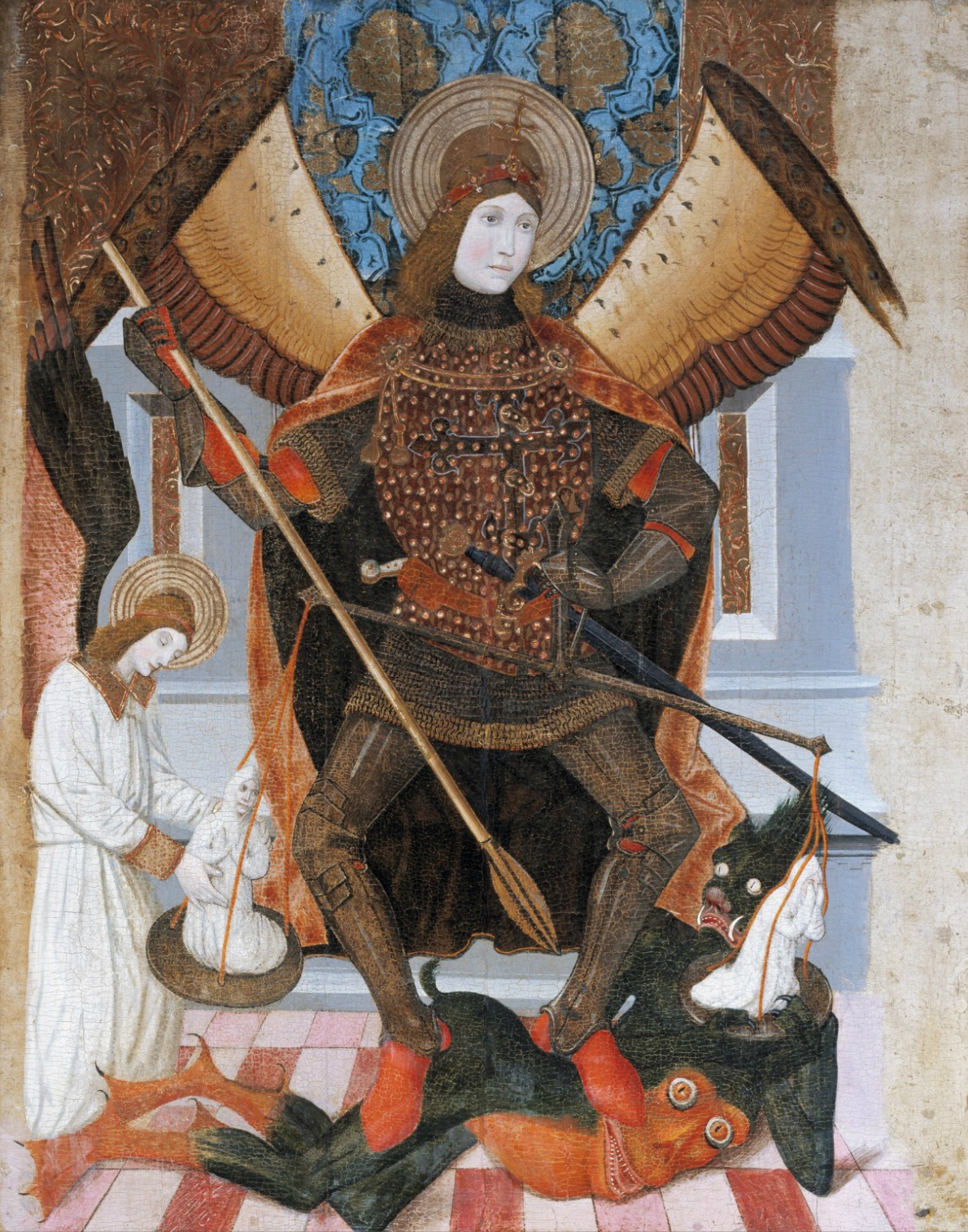
Sant Miquel del Retaule de l'església de Sant Joan de Lleida, a l'Isabella Stewart Gardner Museum
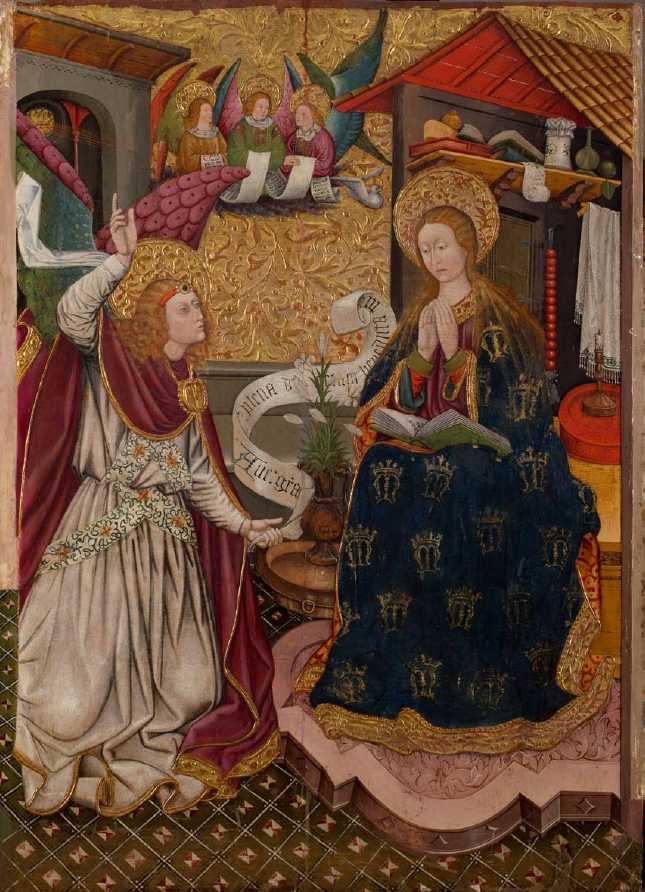
Anunciació del retaule de Peralta de la Sal, al museu d'Art de Cleveland (Ohio)
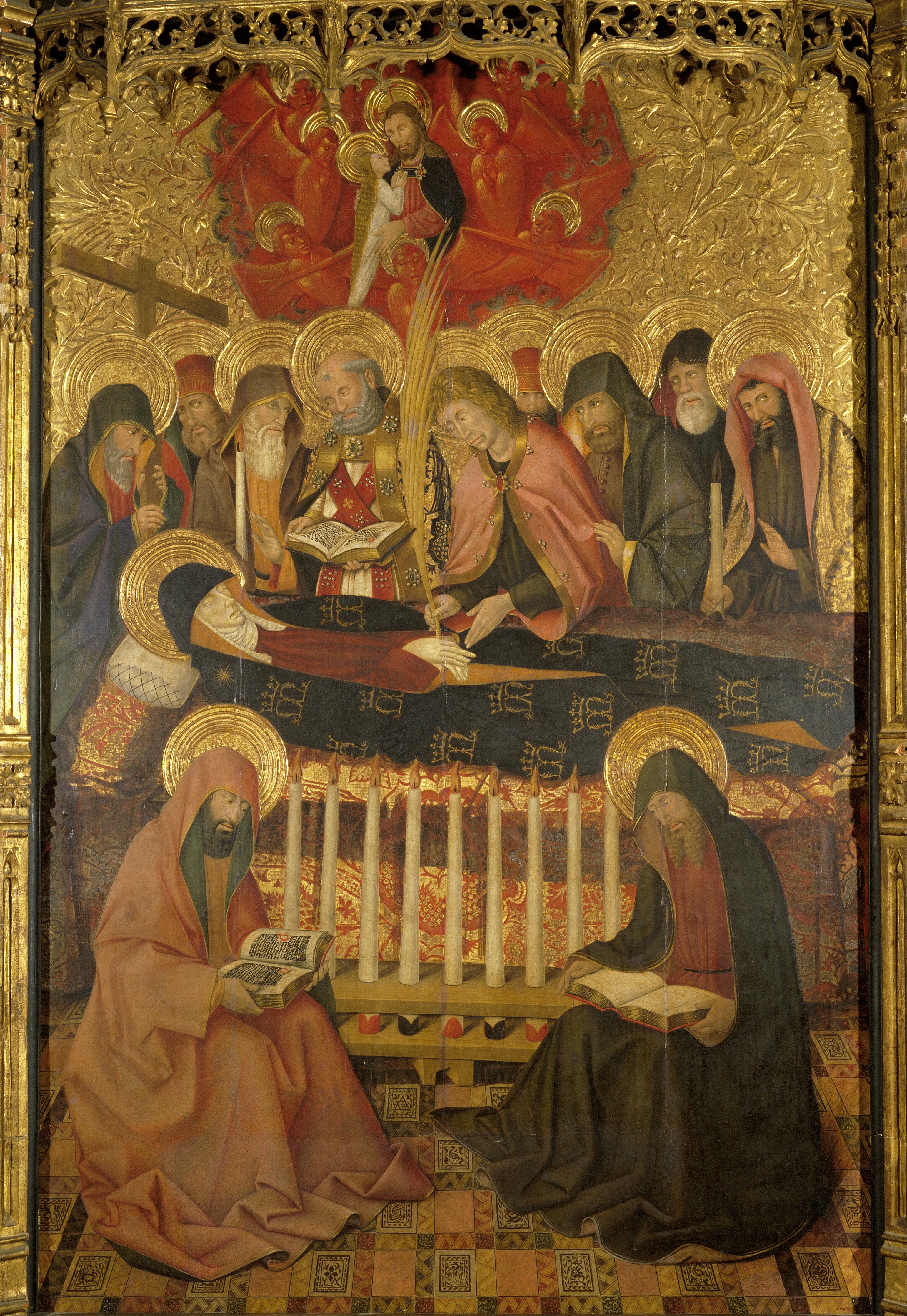
Dormició de Maria del retaule de Peralta de la Sal, al MNAC

### Obra atribuïda al seu taller
- Retaule de la Mare de Déu de l'altar major de l'església parroquial de Nostra Senyora de Baldós de Montanyana (Ribagorça), datat cap a 1475. Al MNAC es conserven dos fragments el Naixement de la mare de Déu[16] i la Nativitat.[17]